# Richard M. Meyer
 Ikke at forveksle med Richard Meier.
Richard Moritz Meyer (født 5. juli 1860 i Berlin, død 8. oktober 1914 sammesteds) var en tysk litteraturhistoriker.
Meyer studerede ved forskellige universiteter og blev 1901 professor i litteraturhistorie i Berlin. Hans hovedværker er den prisbelønnede biografi Goethe (1895, 3. udgave 1905 i Geisteshelden 3 bind), og Die Deutsche Litteratur des 19. Jahrhunderts (1900); en udførlig fremstilling af den tyske litteratur i 19. århundrede, som efter forfatterens død er udkommen på ny. Meyer har desuden skrevet andre oversigtsværker over tysk og europæisk litteratur, ligesom der i Euphorion findes en række afhandlinger af ham. Hans litterære domme gav ofte anledning til heftig polemik, blandt andet med Arno Holz, men hans forbavsende flid og arbejdskraft vandt ikke desto mindre anerkendelse i vide kredse, og hans hjem var mødestedet for litterære personligheder fra ind- og udland. Han var en impulsiv personlighed med vidtstrakte interesser.